# Oxid de plumb
Termenul de oxid de plumb face referire la un compus anorganic care este format din plumb (Pb) și oxigen (O).
Cei mai comuni oxizi de plumb sunt:
- Oxid de plumb (II), PbO
- Miniu de plumb(II,IV), Pb3O4, miniu, plumb roșu, miniu de plumb
- Dioxid de plumb (oxid de plumb (IV)), PbO2

Alți oxizi de plumb:
- Oxid de plumb (II,IV), Pb2O3
- Pb12O19 (monoclinic)

|  | Această pagină listează articolele despre compuși chimici care au asociată aceeași denumire. |